# 什瓦德羅尼
49°55′46″N 34°5′38″E / 49.92944°N 34.09389°E
什瓦德羅尼（烏克蘭語：Швадрони），是烏克蘭中部的村莊，隸屬波爾塔瓦州的米爾霍羅德區。該村距離科韋爾季納巴爾卡和薩馬里1公里，海拔高度155米，2001年人口98。